# Macksburg (Iowa)
Macksburg – miasto w Stanach Zjednoczonych, w stanie Iowa, w hrabstwie Madison. Zgodnie ze spisem statystycznym z 2000 roku miasto liczyło 142 mieszkańców.